# Праулиньш, Угис
Угис Праулиньш (латыш. Uģis Prauliņš; род. 17 июня 1957, Рига) — латвийский композитор и пианист, мастер хоровой музыки.

## Биография
Закончил Латвийскую государственную консерваторию (1977—1982) как дирижёр и музыкальный педагог, позднее изучал композицию там же под руководством Яниса Иванова.
После окончания консерватории был призван в Советскую армию и, как многие музыканты, с 1982 года проходил службу в армейском эстрадном ансамбле «Звёздочка» ( (латыш.) Zvaigznīte). Подготовил с ним программу песен латышских стрелков, получившую в 1984 году признание публики и овации на фестивале «Лиепайский янтарь». Эти песни вошли в фильм Юриса Подниекса «Созвездие стрелков» (1982).
Как пианист играл в 1970-х — 1980-х годах в группах прог-рока. Работает в кино.

## Произведения
- Modus Vivendi, кантата (1994)
- Языческий ежегодник (латыш. Pagānu Gadagrāmata; 1998) — альбом фолк-рока
- Рижская месса (лат. Missa Rigensis; 2002)
- Odi et Amo (1999)
- Te Deum laudamus, оратория (2001)
- Concerto — concertino, для фортепиано и струнного оркестра (2002)
- Sniegbaltīte un septiņi rūķīši, балет (2004)
- Ziemsvētki Jaunajā Pasaulē, кантата (2005)
- Dzīvības koks, музыкальная мистерия (2005)
- Venus Et Amor, кантата (2005)
- Laudibus in Sanctis, кантата a cappella (2008)
- Mūzika stīgu orķestrim un klavierēm Latvijai 90 gadu jubilejā! (2008)
- Соловей (латыш. Lakstīgala), для 20-ти голосов, по сказке Х. К. Андерсена (премия Echo Klassik, [www.forumklassika.ru/showthread.php?t=87629], номинация на премию «Грэмми»)